# Eleições europeias de 2009 no Funchal

## Resultados Oficiais
| Partido                 | Partido                        | Votos   | %               | +/-   |
| ----------------------- | ------------------------------ | ------- | --------------- | ----- |
|                         | Partido Social Democrata       | 20 659  | 46,39 / 100,00  | -     |
|                         | Partido Socialista             | 7 061   | 15,85 / 100,00  | 18,39 |
|                         | Coligação Democrática Unitária | 4 233   | 9,50 / 100,00   | 2,38  |
|                         | Partido Popular                | 3 914   | 8,79 / 100,00   | -     |
|                         | Bloco de Esquerda              | 3 055   | 6,86 / 100,00   | 2,41  |
|                         | Partido da Terra               | 1 122   | 2,52 / 100,00   | 1,88  |
|                         | PCTP/MRPP                      | 673     | 1,51 / 100,00   | 0,03  |
|                         | Outros                         | 1 441   | 3,23 / 100,00   |       |
| Votos Inválidos         | Votos Inválidos                | 2 379   | 5,34 / 100,00   | 0,71  |
| Total                   | Total                          | 44 537  | 100,00 / 100,00 |       |
| Eleitorado/Participação | Eleitorado/Participação        | 108 669 | 40,98 / 100,00  | 4,90  |

## Resultados por Freguesia
Os resultados seguintes referem-se aos partidos que obtiveram mais de 1,00% dos votos:
| Freguesia                  | %     | %     | %     | %     | %    | %    | %    | Votantes |
| Freguesia                  | PSD   | PS    | CDU   | PP    | BE   | MPT  | PCTP | Votantes |
| -------------------------- | ----- | ----- | ----- | ----- | ---- | ---- | ---- | -------- |
| Imaculado Coração de Maria | 46,36 | 15,80 | 8,45  | 9,67  | 7,73 | 1,45 | 2,02 | 2 627    |
| Monte                      | 48,18 | 14,90 | 8,86  | 8,92  | 6,11 | 2,85 | 1,87 | 2 947    |
| Santa Luzia                | 46,24 | 19,38 | 7,40  | 9,87  | 7,00 | 1,21 | 1,17 | 2 472    |
| Santa Maria Maior          | 44,19 | 17,32 | 8,71  | 9,45  | 7,62 | 2,31 | 1,30 | 6 062    |
| Santo António              | 47,73 | 14,58 | 11,94 | 6,99  | 5,53 | 2,95 | 1,54 | 10 308   |
| São Gonçalo                | 46,58 | 16,67 | 9,01  | 8,48  | 6,76 | 2,48 | 1,73 | 2 664    |
| São Martinho               | 44,86 | 16,02 | 8,01  | 9,75  | 8,20 | 2,74 | 1,47 | 9 197    |
| São Pedro                  | 44,90 | 16,51 | 9,58  | 10,58 | 7,93 | 1,69 | 1,45 | 2 902    |
| São Roque                  | 48,40 | 14,50 | 11,38 | 6,56  | 5,61 | 3,46 | 1,62 | 4 331    |
| Sé                         | 49,95 | 14,70 | 5,84  | 14,12 | 5,84 | 0,58 | 0,49 | 1 027    |
| Funchal                    | 46,39 | 15,85 | 9,50  | 8,79  | 6,86 | 2,52 | 1,51 | 44 537   |

#### Imaculado Coração de Maria
| Partido                 | Partido                        | Votos | %               | +/-   |
| ----------------------- | ------------------------------ | ----- | --------------- | ----- |
|                         | Partido Social Democrata       | 1 218 | 46,36 / 100,00  | -     |
|                         | Partido Socialista             | 415   | 15,80 / 100,00  | 18,43 |
|                         | Partido Popular                | 254   | 9,67 / 100,00   | -     |
|                         | Coligação Democrática Unitária | 222   | 8,45 / 100,00   | 2,51  |
|                         | Bloco de Esquerda              | 203   | 7,73 / 100,00   | 2,67  |
|                         | PCTP/MRPP                      | 53    | 2,02 / 100,00   | 0,80  |
|                         | Partido da Terra               | 38    | 1,45 / 100,00   | 0,84  |
|                         | Partido Humanista              | 31    | 1,18 / 100,00   | 0,30  |
|                         | Outros                         | 52    | 1,98 / 100,00   |       |
| Votos Inválidos         | Votos Inválidos                | 141   | 5,36 / 100,00   | 1,44  |
| Total                   | Total                          | 2 627 | 100,00 / 100,00 |       |
| Eleitorado/Participação | Eleitorado/Participação        | 6 888 | 38,14 / 100,00  | 3,74  |

#### Monte
| Partido                 | Partido                        | Votos | %               | +/-   |
| ----------------------- | ------------------------------ | ----- | --------------- | ----- |
|                         | Partido Social Democrata       | 1 420 | 48,18 / 100,00  | -     |
|                         | Partido Socialista             | 439   | 14,90 / 100,00  | 20,07 |
|                         | Partido Popular                | 263   | 8,92 / 100,00   | -     |
|                         | Coligação Democrática Unitária | 261   | 8,86 / 100,00   | 1,91  |
|                         | Bloco de Esquerda              | 180   | 6,11 / 100,00   | 2,65  |
|                         | Partido da Terra               | 84    | 2,85 / 100,00   | 1,98  |
|                         | PCTP/MRPP                      | 55    | 1,87 / 100,00   | 0,12  |
|                         | Partido Humanista              | 38    | 1,29 / 100,00   | 0,57  |
|                         | Outros                         | 68    | 2,30 / 100,00   |       |
| Votos Inválidos         | Votos Inválidos                | 139   | 4,72 / 100,00   | 0,01  |
| Total                   | Total                          | 2 947 | 100,00 / 100,00 |       |
| Eleitorado/Participação | Eleitorado/Participação        | 7 037 | 41,88 / 100,00  | 7,39  |

#### Santa Luzia
| Partido                 | Partido                        | Votos | %               | +/-     |
| ----------------------- | ------------------------------ | ----- | --------------- | ------- |
|                         | Partido Social Democrata       | 1 143 | 46,24 / 100,00  | -       |
|                         | Partido Socialista             | 479   | 19,38 / 100,00  | 12,63   |
|                         | Partido Popular                | 244   | 9,87 / 100,00   | -       |
|                         | Coligação Democrática Unitária | 183   | 7,40 / 100,00   | 2,45    |
|                         | Bloco de Esquerda              | 173   | 7,00 / 100,00   | 0,02    |
|                         | Partido da Terra               | 33    | 1,33 / 100,00   | 1,22    |
|                         | Movimento Esperança Portugal   | 30    | 1,21 / 100,00   | Novo    |
|                         | PCTP/MRPP                      | 29    | 1,17 / 100,00   | 0,02    |
|                         | Outros                         | 65    | 2,63 / 100,00   |         |
| Votos Inválidos         | Votos Inválidos                | 93    | 3,76 / 100,00   | Estável |
| Total                   | Total                          | 2 472 | 100,00 / 100,00 |         |
| Eleitorado/Participação | Eleitorado/Participação        | 6 297 | 39,26 / 100,00  | 5,83    |

#### Santa Maria Maior
| Partido                 | Partido                        | Votos  | %               | +/-   |
| ----------------------- | ------------------------------ | ------ | --------------- | ----- |
|                         | Partido Social Democrata       | 2 679  | 44,19 / 100,00  | -     |
|                         | Partido Socialista             | 1 050  | 17,32 / 100,00  | 18,75 |
|                         | Partido Popular                | 573    | 9,45 / 100,00   | -     |
|                         | Coligação Democrática Unitária | 528    | 8,71 / 100,00   | 2,08  |
|                         | Bloco de Esquerda              | 462    | 7,62 / 100,00   | 3,04  |
|                         | Partido da Terra               | 140    | 2,31 / 100,00   | 1,78  |
|                         | PCTP/MRPP                      | 79     | 1,30 / 100,00   | 0,22  |
|                         | Outros                         | 176    | 2,90 / 100,00   |       |
| Votos Inválidos         | Votos Inválidos                | 375    | 6,18 / 100,00   | 1,13  |
| Total                   | Total                          | 6 062  | 100,00 / 100,00 |       |
| Eleitorado/Participação | Eleitorado/Participação        | 14 718 | 41,19 / 100,00  | 3,72  |

#### Santo António
| Partido                 | Partido                        | Votos  | %               | +/-   |
| ----------------------- | ------------------------------ | ------ | --------------- | ----- |
|                         | Partido Social Democrata       | 4 920  | 47,73 / 100,00  | -     |
|                         | Partido Socialista             | 1 503  | 14,58 / 100,00  | 17,78 |
|                         | Coligação Democrática Unitária | 1 231  | 11,94 / 100,00  | 2,17  |
|                         | Partido Popular                | 721    | 6,99 / 100,00   | -     |
|                         | Bloco de Esquerda              | 570    | 5,53 / 100,00   | 2,14  |
|                         | Partido da Terra               | 304    | 2,95 / 100,00   | 2,29  |
|                         | PCTP/MRPP                      | 159    | 1,54 / 100,00   | 0,29  |
|                         | Outros                         | 322    | 3,12 / 100,00   |       |
| Votos Inválidos         | Votos Inválidos                | 588    | 5,60 / 100,00   | 0,18  |
| Total                   | Total                          | 10 308 | 100,00 / 100,00 |       |
| Eleitorado/Participação | Eleitorado/Participação        | 23 963 | 43,02 / 100,00  | 5,71  |

#### São Gonçalo
| Partido                 | Partido                        | Votos | %               | +/-   |
| ----------------------- | ------------------------------ | ----- | --------------- | ----- |
|                         | Partido Social Democrata       | 1 241 | 46,58 / 100,00  | -     |
|                         | Partido Socialista             | 444   | 16,67 / 100,00  | 19,68 |
|                         | Coligação Democrática Unitária | 240   | 9,01 / 100,00   | 2,98  |
|                         | Partido Popular                | 226   | 8,48 / 100,00   | -     |
|                         | Bloco de Esquerda              | 180   | 6,76 / 100,00   | 2,37  |
|                         | Partido da Terra               | 66    | 2,48 / 100,00   | 1,68  |
|                         | PCTP/MRPP                      | 46    | 1,73 / 100,00   | 0,10  |
|                         | Outros                         | 76    | 2,86 / 100,00   |       |
| Votos Inválidos         | Votos Inválidos                | 145   | 5,44 / 100,00   | 1,22  |
| Total                   | Total                          | 2 664 | 100,00 / 100,00 |       |
| Eleitorado/Participação | Eleitorado/Participação        | 6 452 | 41,29 / 100,00  | 2,58  |

#### São Martinho
| Partido                 | Partido                        | Votos  | %               | +/-   |
| ----------------------- | ------------------------------ | ------ | --------------- | ----- |
|                         | Partido Social Democrata       | 4 126  | 44,86 / 100,00  | -     |
|                         | Partido Socialista             | 1 473  | 16,02 / 100,00  | 19,69 |
|                         | Partido Popular                | 897    | 9,75 / 100,00   | -     |
|                         | Bloco de Esquerda              | 754    | 8,20 / 100,00   | 3,21  |
|                         | Coligação Democrática Unitária | 737    | 8,01 / 100,00   | 2,69  |
|                         | Partido da Terra               | 252    | 2,74 / 100,00   | 2,00  |
|                         | PCTP/MRPP                      | 135    | 1,47 / 100,00   | 0,16  |
|                         | Movimento Esperança Portugal   | 99     | 1,08 / 100,00   | Novo  |
|                         | Outros                         | 237    | 2,58 / 100,00   |       |
| Votos Inválidos         | Votos Inválidos                | 487    | 5,29 / 100,00   | 0,90  |
| Total                   | Total                          | 9 197  | 100,00 / 100,00 |       |
| Eleitorado/Participação | Eleitorado/Participação        | 23 050 | 39,90 / 100,00  | 6,21  |

#### São Pedro
| Partido                 | Partido                        | Votos | %               | +/-   |
| ----------------------- | ------------------------------ | ----- | --------------- | ----- |
|                         | Partido Social Democrata       | 1 303 | 44,90 / 100,00  | -     |
|                         | Partido Socialista             | 479   | 16,51 / 100,00  | 18,73 |
|                         | Partido Popular                | 307   | 10,58 / 100,00  | -     |
|                         | Coligação Democrática Unitária | 278   | 9,58 / 100,00   | 2,43  |
|                         | Bloco de Esquerda              | 230   | 7,93 / 100,00   | 2,31  |
|                         | Partido da Terra               | 49    | 1,69 / 100,00   | 1,20  |
|                         | PCTP/MRPP                      | 42    | 1,45 / 100,00   | 0,29  |
|                         | Outros                         | 71    | 2,45 / 100,00   |       |
| Votos Inválidos         | Votos Inválidos                | 143   | 4,93 / 100,00   | 1,04  |
| Total                   | Total                          | 2 902 | 100,00 / 100,00 |       |
| Eleitorado/Participação | Eleitorado/Participação        | 8 092 | 35,86 / 100,00  | 4,34  |

#### São Roque
| Partido                 | Partido                        | Votos | %               | +/-   |
| ----------------------- | ------------------------------ | ----- | --------------- | ----- |
|                         | Partido Social Democrata       | 2 096 | 48,40 / 100,00  | -     |
|                         | Partido Socialista             | 628   | 14,50 / 100,00  | 18,83 |
|                         | Coligação Democrática Unitária | 493   | 11,38 / 100,00  | 2,11  |
|                         | Partido Popular                | 284   | 6,56 / 100,00   | -     |
|                         | Bloco de Esquerda              | 243   | 5,61 / 100,00   | 2,57  |
|                         | Partido da Terra               | 150   | 3,46 / 100,00   | 2,75  |
|                         | PCTP/MRPP                      | 70    | 1,62 / 100,00   | 0,09  |
|                         | Partido Humanista              | 46    | 1,06 / 100,00   | 0,44  |
|                         | Outros                         | 96    | 2,22 / 100,00   |       |
| Votos Inválidos         | Votos Inválidos                | 225   | 5,20 / 100,00   | 0,45  |
| Total                   | Total                          | 4 331 | 100,00 / 100,00 |       |
| Eleitorado/Participação | Eleitorado/Participação        | 9 189 | 47,13 / 100,00  | 2,49  |

#### Sé
| Partido                 | Partido                        | Votos | %               | +/-   |
| ----------------------- | ------------------------------ | ----- | --------------- | ----- |
|                         | Partido Social Democrata       | 513   | 49,95 / 100,00  | -     |
|                         | Partido Socialista             | 151   | 14,70 / 100,00  | 14,10 |
|                         | Partido Popular                | 145   | 14,12 / 100,00  | -     |
|                         | Bloco de Esquerda              | 60    | 5,84 / 100,00   | 0,18  |
|                         | Coligação Democrática Unitária | 60    | 5,84 / 100,00   | 2,56  |
|                         | Movimento Esperança Portugal   | 11    | 1,07 / 100,00   | Novo  |
|                         | Outros                         | 34    | 3,31 / 100,00   |       |
| Votos Inválidos         | Votos Inválidos                | 53    | 5,16 / 100,00   | 2,06  |
| Total                   | Total                          | 1 027 | 100,00 / 100,00 |       |
| Eleitorado/Participação | Eleitorado/Participação        | 2 983 | 34,43 / 100,00  | 6,80  |